# Salaire minimum en Chine

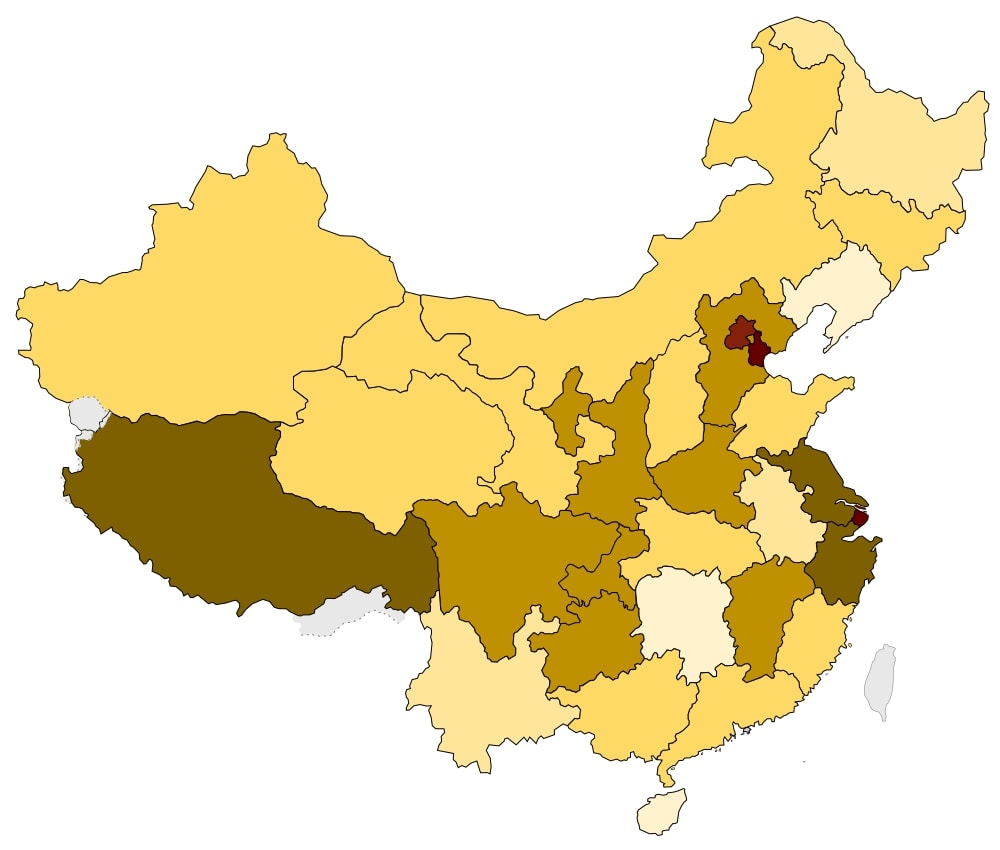
Carte du salaire minimum en Chine en 2014
¥9.00–¥9.99
¥10.00–¥10.99
¥11.00–¥11.99
¥12.00–¥12.99
¥13.00–¥13.99
¥14.00–¥14.99
¥16.00–¥16.99
¥17.00

Le salaire minimum en Chine a augmenté de près de 30 % en 2011 après plusieurs mouvements sociaux.
Les conditions de vie variant suivant les différentes régions de la Chine, le pays n'a pas un seul salaire minimum pour l'ensemble du territoire. À la place, la responsabilité de fixer le salaire minimum est déléguée aux gouvernements locaux. Chaque province, municipalité ou région établit donc son propre salaire minimum, conformément à ses propres conditions locales.